# Grands offices d'État
Ne doit pas être confondu avec Grands officiers d'État.
Les grands offices d'État (en anglais : Great Offices of State) sont les quatre fonctions les plus prestigieuses et les plus importantes du gouvernement britannique.
Ils sont par ordre d'importance : Premier ministre, chancelier de l'Échiquier, secrétaire d'État aux Affaires étrangères, du Commonwealth et du Développement et secrétaire d'État à l'Intérieur.

## Grands offices d'État
| Fonction                                                                       | Titulaire | Titulaire        | Prise de fonction |
| ------------------------------------------------------------------------------ | --------- | ---------------- | ----------------- |
| Premier ministre                                                               |           | Sir Keir Starmer | 5 juillet 2024    |
| Chancelier de l'Échiquier                                                      |           | Rachel Reeves    | 5 juillet 2024    |
| Secrétaire d'État aux Affaires étrangères, du Commonwealth et du Développement |           | David Lammy      | 5 juillet 2024    |
| Secrétaire d'État à l'Intérieur                                                |           | Yvette Cooper    | 5 juillet 2024    |

## Particularité
James Callaghan (1912-2005) est l'unique personne qui est titulaire de tous les offices durant son implication dans la vie politique.